# Batasuna
Batasuna (Unidade em euskera) é um partido político de ideologia nacionalista basca, independentista e socialista cujo âmbito de atuação se inscreve nas comunidades autónomas do País Basco e Navarra, e também no País Basco francês (departamento dos Pirenéus Atlânticos) sob a forma jurídica de uma associação.
Batasuna faz parte da esquerda abertzale e do Movimento de Libertação Nacional Basco (MLNB), e é considerado o braço político do grupo armado Euskadi Ta Askatasuna (ETA) pela justiça espanhola, pela União Europeia, que a incluiu na lista europeia de organizações terroristas em 2003, e pelos Estados Unidos. Na Espanha, o partido topa-se ilegalizado, mas não assim na França, onde faz parte da coligação Euskal Herria Sim (EH Bai) junto com Unidade Patriótica (AB) e Solidariedade Basca (EA).

## História

### Origens
Batasuna foi criada em 23 de maio de 2001 como partido político através da refundação da coligação Euskal Herritarrok (EH), dirigida por Herri Batasuna (HB), como o fim de reunir num único partido todos os militantes da esquerda patriótica de Euskal Herria. Os seus componentes foram, principalmente, Herri Batasuna e militantes de Unidade Patriótica (AB), a coligação independentista do País Basco francês, que se integraram no novo partido embora a maioria da assembleia de AB tivesse decidido não fusionar-se. Na mudança de nome e na reflexão política e estratégia influiu, além do alargamento do âmbito de atuação, a ameaça de que HB e EH fossem declaradas organizações ilegais pela justiça espanhola. Nesse processo de conformação do novo partido, produziu-se a cisão de uma corrente interna que apoiava o fim da ETA e as vias exclusivamente políticas para atingir os seus objetivos programáticos. Essa cisão, encabeçada por Patxi Zabaleta constituiu um novo partido à margem de Batasuna denominado Aralar, que sim condenou especificamente os atos de luta armada da ETA.

### Ilegalização
Durante o inverno e primavera de 2003, Batasuna foi proscrita num processo que se iniciou após um atentado perpetrado pela ETA em que morreram duas pessoas. O facto de não condenar este atentado permitiu a justiça espanhola ilegalizar a formação baseando-se na Lei de Partidos elaborada pelo Estado espanhol. O Tribunal Supremo declarou finalmente que o partido era ilegal um mês antes das eleições municipais, forais e ao Parlamento de Navarra de 2003. Ao mesmo tempo, em 26 de agosto de 2003, o juiz Baltasar Garzón ordenou o encerramento das sés políticas de Batasuna.
Perante este novo cenário, criaram-se rapidamente diversas plataformas eleitorais locais para poder apresentar-se às eleições autárquicas, e também uma plataforma pela autodeterminação, Ponto de Encontro para a Autodeterminação (AuB) para apresentar-se às eleições forais. Contudo, a maior parte das plataformas foram consideradas pelos tribunais espanhóis como uma continuação de Batasuna, pelo que foram impedidas de inscrever-se nas listas eleitorais todas aquelas pessoas que no passado tivessem feito parte de HB, EH, Batasuna ou Socialistas Patriotas - o nome do grupo parlamentar dos deputados eleitos por EH no Parlamento Basco constituído semanas antes de que Batasuna fosse ilegalizada. Em resposta, as próprias plataformas e os dirigentes de Batasuna pediram o voto nulo, interpretando posteriormente o número de votos nulos (arredor de 150.000) como mostra do seu peso eleitoral. Contudo, nalguns municípios conseguiram apresentar-se de maneira legal, com o que atingiram um total de 20 presidências em câmaras municipais.
A ilegalização de Batasuna e das plataformas locais estendeu-se nas eleições ao Parlamento Europeu de 2004 à candidatura elitoral da esquerda abertzale denominada Herritarren Zerrenda (HZ, Lista de Cidadãos). Embora conseguisse apresentar-se na França com normalidade, a lista não atingiu nenhum representante para o Parlamento Europeu.
Do mesmo modo, nas eleições ao Parlamento Basco do ano 2005, Batasuna foi impedida de se apresentar. Também não se permitiu que Aukera Guztiak (AG, Todas as opções), plataforma cívica de eleitores críticos com a ilegalização de Batasuna e que pedia que todas as opções políticas pudessem ser votadas, pudesse apresentar candidatos pela sua pretensa relação com Batasuna. Em resposta, o Partido Comunista das Terras Bascas (PCTB), fundado em 2002 por membros do sindicato nacionalista LAB e que não tinha obtido nunca representação parlamentar, anunciou a sua vontade de representar os programas políticos de Batasuna e Aukera Guztiak, pelo que os dirigentes de Batasuna como Arnaldo Otegi pediram o voto para o PCTB, que obteve assim 150.188 votos (12,5%), atingindo desse modo 9 deputados no Parlamento Basco.
Em 2006 intensificaram-se os processos judiciais contra dirigentes de Batasuna, acusados de fazer apologia do terrorismo ao participarem em homenagens a presos de ETA que morreram nos cárceres espanhóis. Essa campanha levou à condena de prisão para o seu porta-voz Arnaldo Otegi.

## Atualidade
A declaração de um cessar-fogo permanente por parte da ETA em 22 de março de 2006 abriu um novo cenário para o denominado "conflito basco". Alguns setores têm declarado a necessidade de legalizar novamente Batasuna para que funcione como interlocutor maioritário da esquerda abertzale. Contudo, o fim da trégua em junho de 2007 com o atentado do aeroporto de Barajas fez com que o governo espanhol rechaçasse qualquer negociação com a esquerda abertzale, ainda quando, nos últimos meses de 2010, Arnaldo Otegi tenha declarado a vontade de Batasuna de condenar a via armada e de participar apenas através da via política.